# Sturmgeschütz IV
Sturmgeschütz IV (SdKfz 167) var en tysk pansarvärnskanonvagn under andra världskriget.

## Utveckling
Stug IV kom till på grund av kravet på fler pansarvärnskanonvagnar. Man tog helt enkelt en överbyggnad från Sturmgeschütz III och svetsade ihop den med ett chassi från Panzer IV. Anledningen att det blev på en Panzer IV var att Krupp inte byggde Panzer III. Från 1943 och framåt producerades ca 1100 vagnar.
Stug IV var ett effektiv pansarvärnsfordon på Östfronten.